# Палатный, Артур Леонидович
Палатный Артур Леонидович (укр. Палатний Артур Леонідович; род. 15 июля 1973, Киев, Украина) — украинский политик, народный депутат Украины VII и VIII созыва, председатель Комитета Верховной Рады по вопросам семьи, молодёжной политики, спорта и туризма. Кавалер ордена «За заслуги» III степени (2018).

## Биография
В работе 1994 году окончил Переяслав-Хмельницкий государственный педагогический университет имени Григория Сковороды, получил полное высшее образование по специальности «Физическая культура», получил квалификацию учителя физической культуры.
В 1999 году поступил в аспирантуру Национального университета физического воспитания и спорта Украины, защитил диссертацию и получил научную степень кандидата наук по физическому воспитанию и спорту по специальности «Олимпийский и профессиональный спорт».

## Трудовая и политическая деятельность
С 1997 по 2004 год работал на должностях менеджера отдела, начальника отдела маркетинга и рекламы в ООО «ИТА».
С 2001 года — в. о. председателя правления ЗАО «Театральное», с 2005 по 2012 год — член наблюдательного Совета компании «Ukr.net».
С 2004 года — доцент кафедры спортивных дисциплин, игр и туризма Переяслав-Хмельницкого государственного педагогического университета им. Сковороды. За время педагогической и научной деятельности подготовил 22 научные и учебно-методические работы.
С 2010 по 2012 год — депутат Киевского областного совета, председатель фракции «УДАР Виталия Кличко».
С 2012 года — народный депутат Украины VII созыва, председатель Комитета Верховного Совета по вопросам семьи, молодёжной политики, спорта и туризма.
С 2014 года — народный депутат Украины VIII созыва, член фракции Блок Петра Порошенко, председатель Комитета Верховной Рады по вопросам семьи, молодежной политики, спорта и туризма.
1 ноября 2018 года были введены российские санкции против 322 граждан Украины, включая Артура Палатного.
Артур Палатный является вице-президентом Федерации бокса г. Киева.

## Семья
Женат, воспитывает сына и дочь.